# Hagmyrans naturreservat
Hagmyrans naturreservat är ett naturreservat i Nordanstigs kommun i Gävleborgs län.
Området är naturskyddat sedan 2016 och är 42 hektar stort. Reservatet består av äldre grandominerad naturskog och gamla grova aspar.